# Katarzyn
Katarzyn [pronunciación en polaco: /kaˈtaʐɨn/] es un pueblo en el distrito administrativo de Gmina Michów, dentro del Distrito de Lubartów, Voivodato de Lublin, en Polonia oriental. Se encuentra aproximadamente 6 kilómetros al noroeste de Michów, 25 kilómetros al noroeste de Lubartów, y 41 kilómetros al noroeste del capital regional, Lublin.